# トリプルチェンジャー
トリプルチェンジャー（Triplechanger）は、『トランスフォーマー』シリーズに登場するロボット生命体。サイバトロン、デストロン両軍に所属し、それぞれトリプルボット、トリプルトロンと呼ばれる。

## 概要
3つの形態を持つトランスフォーマー種族。一つは陸上（あるいは海上）に、もう一つは飛行形態へと変形する。
ブリッツウイングとアストロトレインは第2シーズン（シーズン2）より登場。スプラングは『ザ・ムービー』より、サンドストーム、ブロードサイド、オクトーンは『2010』からの登場である。
トリプルチェンジとしてはこれ以前に3段変形の『無敵鋼人ダイターン3』と『亜空大作戦スラングル』（発売はクローバー）や『銀河旋風ブライガー』（発売はタカトクトイス）があるが、こちらは、差し替えパーツ有りの変形であった。差し替えパーツ無しでの3段変形を実現した3形態変形ロボットは『超時空要塞マクロス』のバルキリー（ビークルからロボットへの変形途中形態、TFにおいてもスカイファイアーに流用）を除けば、トリプルチェンジャーが最初（ただし、スプラングやオクトーンなど2010に登場したメンバーは、一部パーツ無しでは変形できない）である。日本では『2010』放送時期に「トリプルボット」、「トリプルトロン」に分けられた。
以後もビークルと基地形態などに3つの形態に変形するキャラクターも多く登場するが、本記事ではトリプルチェンジャーの名前を冠するキャラクターのみ扱う。

## 各メンバー

### トリプルボット
『トランスフォーマーテレフォン』によればトリプルトロンに対抗するため、スクランブルシティで生まれたとスプラングが話している。
空中防衛戦士スプラング/Springer
声 - 堀内賢雄 / HM - 池水通洋 / 英 - ニール・ロス
血の気盛んな若者だが、普段は口が達者で機知とユーモアに富む楽観主義者。アーシーの恋人であり、行動を共にすることが多い。ヘリコプターと装甲車に変形。
『ザ・ムービー』ではアーシーと協力しサイバトロンシティにてシティを戦闘モードに変形させる。デストロン撃退後はウルトラマグナス、パーセプターらと共にシャトルに乗船し惑星ジャンキオンへ向かい、突如襲ってきたレック・ガーと戦う。
ロディマスコンボイとは彼がホットロディマスであったころから親友らしい。
武器はローターサーベルとレーザーガンで、右腕にレーザー砲を装備している。またヘリコプターモードでは腹部に当たるところからチェーンを出していた。両膝のバネを生かしたジャンプ力も生かして戦う。
テレビマガジン版コミックでは第2作『超ロボット生命体物語ザ☆トランスフォーマー』の第1話より登場。
ケイブンシャの大百科別冊『戦え!超ロボット生命体トランスフォーマー2010』に掲載された『最強のトランスフォーマーは』ではサイバトロン側の7人のメンバーに選抜。オクトーンを押さえ込むが、メガトロンによって場外に投げられてしまう。
空海防衛戦士ブロードサイド/Broadside
声 - 江原正士 / HM - 小林通孝（第4話）、山口健（第12話） / 英 - ビル・マーチン
大型のトリプルボット。単体で合体戦士並みの巨躯とパワーを誇り、ガルバトロンに堂々と立ち向かうほどの勇敢さを持つ。ジェット機と空母に変形するが、テックスペックでは船酔いと高所恐怖症であまり変形したがらないとされる。主に仲間の輸送やエアーボットの母艦として活躍。
武器はプラズマパルスガンとバイブロ・アックス。
『2010』では第25話まで玩具版とは全く異なる目鼻と口のある赤い顔で登場していた。
『2010』では第10話(4人の捕虜)において、脚本のミスでサイクロナスを呼びに来たデストロンとして登場したこともあり、原語版では台詞がなかったが、日本版吹替版ではブロードスワイブと呼称されている。
玩具はスプラングなどと同じサイズであり、後の『HM』では標準サイズのTFとして描かれた。
偵察員サンドストーム/Sandstorm
声 - 塩屋翼 / HM - 佐藤正治 / 英 - ジェリー・ハウザー
第4次大戦時にセイバートロン星を後にしたサイバトロンたちが作った、平穏な性格のトランスフォーマーたちが棲む楽園・パラドロン星の住民。しかし、デストロンに星を占拠されてしまい、やむなく星を爆破。以後、サイバトロンに入隊。社交的な性格であり、なおかつ平和主義者だったためか亡命者であるオクトーンにも好意的に接した。ヘリコプター（モチーフはAW101に近い）とバギーに変形。
武器はサンドブラスターガン。また砂煙を起こす「煙幕アタック」が得意技。
『2010』のOPではブロードサイドと共に多段変形を繰り返し、ブリッツウイング、アストロトレインと戦う姿が描かれている（元は海外CMの流用）。

### トリプルトロン
空陸参謀ブリッツウイング/Blitzwing
声 - 難波圭一、堀内賢雄（第39話（英語版では第52話））、島香裕（第48話（英語版では第61話）、第51話（英語版では第50話））/ ザ・ムービー、2010 - 江原正士 / HM - 山口健 / 英 - エド・ギルバート
「とりあえず、ぶっ壊せ。考えるのはそれからでいい」
74式戦車（セイバートロン星においても戦車状の車輌）と、MiG-25に変形する、デストロンの陸空戦指揮官。
兵の統率と指揮を担う地位にはあるのだが、戦いが好きなばかりに最前線へ飛び込むとつい自身も熱中してしまう。
同種アストロトレインを相棒と呼び親しむ。海外コミックでも、手に余る案件に際し彼の裁量にゆだねる姿勢を取るなど、より厚く信任している様子がうかがえる。第39話（英語版では第52話）「トリプル・チェンジャーの反乱」回においても造反を共謀。
どんなことでも戦闘に結びつける（例：ロングパス→長距離射撃）。自分の戦功を過大評価する嫌いがあり、スタースクリームは彼のことを大ぼら吹きと評している。
武器はジャイロ爆破ライフルと電子サーベル、ジェットモードでは機首からのビームミサイルを装備。また戦車モードでの主砲も強力な武器である。
テレビマガジン版コミックでは第1作の第4話に登場。ガンモードに変形したメガトロンとスタースクリームを乗せ、横浜を襲う。
輸送参謀アストロトレイン/Astrotrain
声 - 喜多川拓郎 / HM - 掛川裕彦 / 英 - ジャック・エンジェル
デストロン軍団の輸送参謀。
宇宙刑務所収監、脱獄の経歴あり。
スペースシャトルとSL（モチーフは国鉄D51に近い）、そしてロボットへ変形する。
陸空両方面に適応する形態でもって物資や兵員を移送する要として活躍。
シャトルモードは人工衛星基地機能を有し、カーゴに武器類を積載している。衛星軌道上を時速約32000kmで飛行し、軌道を外れれば時速はゆうに80000kmを越える。SLモードでの最高速度は時速およそ640km。可航距離は2735km。ロボットモードにあっても非常なパワーを誇る。生じさせた混乱のなかでチャンスを掴むのが主義。
傲慢な振る舞いが目立つも、本来アストロトレインには他者を従わねばならない気にさせる天性的な魅力と手腕がある。
イオン転換式の銃を愛用。顔の両側からビームを撃てる。プラズマ砲をシャトルの翼から放つ。
玩具は初期版が白と黒、後期版が白と紫のカラーリングだったが、アニメでは灰色と紫の試作版のカラーリングで登場。また、ロボットモードにおいてシャトルモードの尾翼は胸に収納される用に描かれている（設定画では背中に移っている）が、玩具カタログなどでは胸に広げている。
補給兵オクトーン/Octane
声 - 堀内賢雄 / HM - 田中亮一 / 英 - ボー・ウィーヴァー
ジェット旅客機（ボーイング727）とタンクローリーに変形。身長は8.8m。
惑星ジャールでエネルギー不足に苦しんでいたデストロンの一人。スタースクリームの旧友。クインテッサ星人の手により軍団が持ち直した後はガルバトロンを裏切りダイナザウラーと組んで反逆を画策したが、失敗に終わり逃亡。その後ジャンキオンやサンドストームと交流していた。最終的にデストロンに戻った模様。なお、サンドストームによればオクトーンは旧式モデルらしい。
テックスペックによると、燃料不足で苦しむ仲間を見るのが趣味の乱暴者。アニメではかわいこちゃんロボットのビデオ鑑賞が好き。
『HM』では惑星ザラックにて鞭を手にビーストフォーマーを監視していた。
武器は火炎放射器、玩具では尾翼がシールドになる。
『最強のトランスフォーマーは』ではデストロン側の7人のメンバーに選抜。スプラングに潰され、メガトロンに助けを求めるが、二人ともメガトロンに場外に投げられてしまう。

## 玩具
ブリッツウイングは『ダイアクロン』・「可変戦隊トリプルチェンジャー」のジェット機タイプの流用。TFに流用する前から開発の進んでいたアストロトレインとともに1985年11月ごろにそれぞれ「43」と「48」のナンバーを与えられて発売。またブリッツウイングに付属している電子サーベルは先端が丸められたものに改修されている（復刻版では戻されている）。アストロトレインはハスブロで発売された際では白と紫だが、国内では開発段階の白と黒で発売され、パッケージアートも異なる。
1986年11月ごろにサイバトロン側が「トリプルボット」、デストロン側が「トリプルトロン」に分けられサンドストーム以下の3体が「C-83~85」、オクトーンが「D-72」のナンバーを与えられて発売。またアストロレインはボディカラーが白と黒から、アニメ版を意識した白と紫に変更された。
2003年に『トランスフォーマー コレクション11』ではアストロトレイン（前期版）が復刻され、またe-Hobby限定ではアニメ版として採用されたプロトカラー版（灰色と紫）が発売された後、2005年12月にアメリカ合衆国でも初期版が数量限定で復刻された。2005年1月には「17」でブリッツウイングが復刻、2月にはダイアクロン版がクインテッサ宙挺降下兵オーバーチャージ / Overchargeの名前が付けられe-Hobby限定で発売された。
当時トリプルトロンの開発に携わった大野光仁は「ブリッツウイングとアストロトレインは並んで傑作、パズルとを説いているような感じでと楽しんで作らせてもらいました」と語る、オクトーンに関してはロボット時のシェイプに心残りがあると話している。また当初のアストロトレインが当初の配色イメージである「白と黒」から「白と紫」に変更された際、酷く驚いたという。
トランスフォーマー30周年を記念して立ち上げられた『Thrilling30』ではサイバトロン側からスプラング・サンドストームが、デストロン側からブリッツウイング・アストロトレインがそれぞれ新規造型で登場している。この時はスプラングとサンドストームはリデコ同士になったがブリッツウイングとアストロトレインは完全新規で起こされた。
『プライムウォーズトリロジー』ではブロードサイドとオクトーンが新規でデザインが起こされた。それぞれはアルファトライオンとレーザーオプティマスプライムのリデコ製品にはなったものの逆を返すとそれ流用が前提で起こされたデザインとも言える。ブロードサイドはサイバートロンヴィークルということもあってか機体後部の垂直尾翼が前進翼になっている。一方でブロードサイド以外のサイバトロン側はほぼ完全にタイタンマスター化されないという事態が発生している。
『Thrilling30』以降は同シリーズラインナップ内に置かれることが多かったブリッツウイングとアストロトレインであったが、『ウォーフォーサイバートロントリロジー（以降WFCT）』（『シージ』『アースライズ』『キングダム』）では『シージ』でアストロトレインのみがラインナップされ、ブリッツウイングは同シリーズ内にラインナップされなかった。彼の再登場は『レガシー』まで実に3シーズンを待たねばならなかった。一方でサイバトロン側では『シージ』でスプリンガーがラインナップされた以外『WFCT』においてブロードサイド・サンドストームの両名はラインナップされずに終わっている。これはアニメ版『WFCT』や『サイバーバース』製品ラインナップにおいても同様でこちらはどの陣営のトリプルチェンジャーも製品は出ていない。

## その他の作品に登場したトリプルチェンジャー
変形!ヘンケイ!トランスフォーマー
トリプルチェンジャー輸送参謀 アストロトレイン / Astrotrain、トリプルトロン補給兵 デストロンオクトーン / Tankorが発売。アストロトレインは海外版における『Classics』では白と黒のカラーリングだが、『ヘンケイ』版では灰色と紫に変更されている。
トランスフォーマー スーパーリンク
サソリ（重機の意匠をふんだんに取り入れたサソリ型のビーストモード）と戦闘機（戦闘機型のビークルモード）に変形する破壊指揮官 メガザラック / Scorponok（MegaZarak）、軍事衛星（サテライトモード）と劇中には登場しなかったが、戦車（レーザー砲）に変形する衛星参謀 レーザーウェーブ / Shockblast、彼の弟である軍事衛星（サテライトモード）と戦車（レーザー砲）に変形するシックスショット / Six Shotが登場。
トランスフォーマー ギャラクシーフォース
オリジナルのデザインである戦闘機（フライトモード（DVDブックレットではジェットモードと表記））とメガビークル（レーシングカー）に変形する破壊大帝 マスターメガトロン / Megatron（Master Megatron）および強化後の真破壊大帝 マスターガルバトロン / Galvatron（Master Galvatron）が登場。
トランスフォーマー アニメイテッド
戦車と戦闘機に変形する空陸参謀 ブリッツウィング / Blitzwingが登場。多重人格者であり、人格が変化する度に顔が変わる。
企画案のみで終わった第4シーズンでは戦車とジェット機（エイリアンジェット）に変形する破壊大帝 マローダーメガトロン / Marauder Megatronが登場。第3シーズンの最終話（第42話）でオプティマス部隊の部隊司令官 オプティマスプライム（コンボイ） / Optimus Primeに捕らえられ、サイバトロン星の収監所へと送られた破壊大帝 メガトロン / Megatronが収監所から脱獄（収監所ごと脱獄）して叛逆した後に強化（パワーアップ）をしたメガトロンの強化（パワーアップ）形態。
トランスフォーマー: リベンジ
玩具の設定でエイリアンサテライト（人工衛星）とエイリアンシャトル（宇宙船）に変形するサウンドウェーブが登場。
トランスフォーマー/ロストエイジ
シコルスキー S-97に似た架空のヘリコプターとブガッティ ヴェイロンに変形するドリフト / Driftが登場。なお、次作ではトリプルチェンジャーの描写は無くなっている。
トランスフォーマー レジェンズ
東京おもちゃショー2017開催記念に発売されたブラックコンボイ / Black Convoyのパッケージや説明書に「TRIPLE CHANGER」の文字がある。
バンブルビー
赤のプリムス・GTXとハリアーに変形する女性ディセプティコンシャッター / Shatterと青のAMC・ジャヴェリンとAH-1W スーパーコブラに変形するディセプティコンドロップキック / Dropkickが登場する。また、ブリッツウィング / Blitzwingも登場するがこちらはF-4に変形する普通のトランスフォーマーである。